# Bielmica sinogłówka
Bielmica sinogłówka (Diloba caeruleocephala, D. coeruleocephala) – owad z rzędu motyli. Rozpiętość skrzydeł do 40 mm. Skrzydła szare z rysunkiem w kolorach ciemno- i jasnoszarym. Gąsienice o długości 40 mm, niebiesko-zielone w czarne, pomarańczowe i żółte plamy żerują na drzewach owocowych, głogu i tarninie.